# Cessna 210
«Сессна-210 Центуріон» (англ. Cessna 210 Centurion ) - американський легкий шестимісний літак загального призначення. Розроблений та вироблявся компанією Cessna у 1957—1985 pp. Випущено 9240 літаків цієї моделі у 26 модифікаціях.

## Розробка. Конструкція літака
За конструкцією літак є суцільнометалевим вільно несучим монопланом з високим розташуванням крила . Шасі - тристоєчне, що забирається. Літак має дуже високі льотні характеристики серед аналогічних (за розмірністю) моделей Cessna.
Перші виробничі серії моделі 210 (210 та 210A) були чотиримісними та оснащувалися двигунами потужністю 260 к.с. У 1961 році було радикально перероблено фюзеляж та змінено конструкцію механізації крила. Пізніше встановлений потужніший двигун. 1970 р. випущено першу шестимісну модель.

## Модифікації

Cessna 210

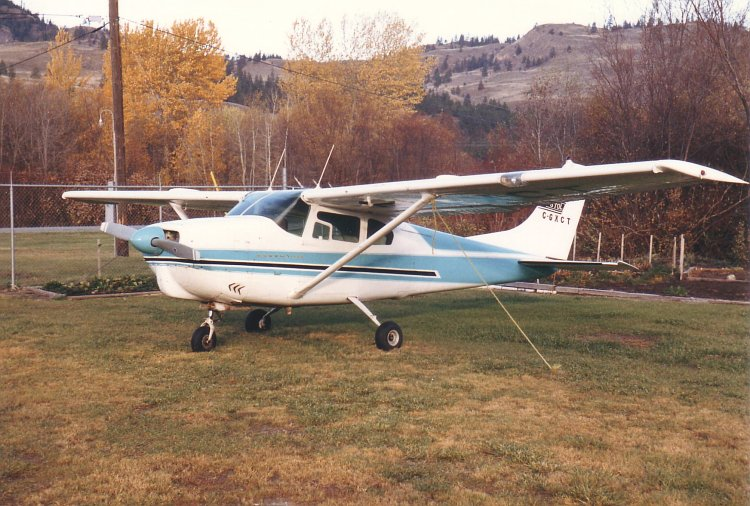
Cessna 210 – рання модель (1960) з підкісним крилом.

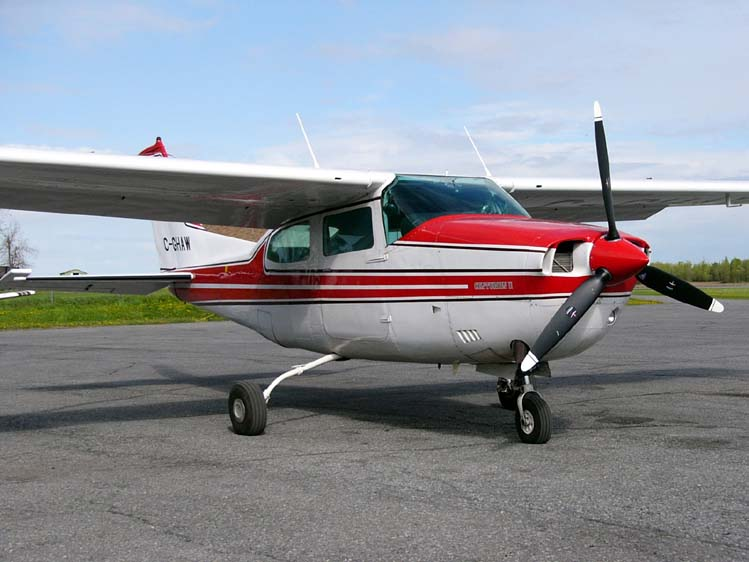
Cessna T210L

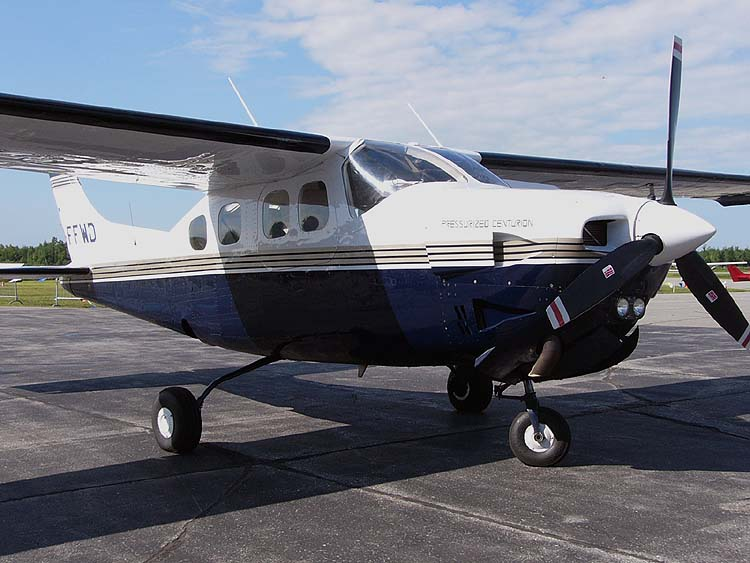
Cessna P210N - модель з герметичною кабіною та характерною малою площею ілюмінаторів

Усього, за роки виробництва, літак випускався в 26 модифікаціях, зокрема - C210, C210A-D, Centurion C210E-H&J, Turbo Centurion T210F-H&J, Centurion II C210K-N&R, Turbo Centurion II T210K-N&R. Ряд моделей оснащувався двигуном з турбонаддувом (210N, T210N), ряд моделей - наддувом кабіни, що дозволяло виконувати досить висотні польоти.

## Льотно-технічні характеристики
Екіпаж:1
Пасажирів місткість: 5
Довжина: 8.59 м
Розмах крил: 11.20 м
Висота: 2.95 м
Суха вага: 1,045 кг
Максимальна злітна вага: 1,814 кг
Силова установка: 1× Continental Motors TSIO-520-R, шестициліндровий оппозитний повітряного охолодження з турбонаддувом, потужність 310 л. с.
Максимальна швидкість: 378 км/год на висоті 5200 м
Крейсерська швидкість: 358 км/год
Дальність (в економічному режимі) – до 1668 км.
Практична стеля: 8230 м